# Крутенко Петро Федорович
Петро Федорович Крутенко (1914, село Новобахмутівка, тепер Ясинуватського району Донецької області — ?) — український радянський діяч, голова колгоспів імені Молотова та імені Леніна Авдіївського району Сталінської області. Депутат Верховної Ради УРСР 3—5-го скликань.

## Біографія
Народився у родині селянина-середняка. Трудову діяльність розпочав у 1930 році колгоспником сільськогосподарської артілі «Червоний хлібороб» Авдіївського району Донбасу. У 1931 році закінчив курси механізаторів при Железнянській машинно-тракторній станції і працював трактористом у колгоспі «Червоний хлібороб». У 1933 році закінчив Слов'янську школу механізаторів Донецької області.
У 1933—1936 роках — комбайнер Железнянської машинно-тракторної станції (МТС) Донецької області.
У 1936—1940 роках — служба у Червоній армії.
У 1940—1941 роках — комбайнер Железнянської машинно-тракторної станції (МТС) Сталінської області.
У 1941—1945 роках — у Червоній армії, учасник німецько-радянської війни.
У 1945—1948 роках — колгоспник, а у 1948—1950 роках — голова правління колгоспу «Червоний хлібороб» Авдіївського району Сталінської області.
У грудні 1950—1952 роках — голова правління укрупненого колгоспу імені Молотова Авдіївського району Сталінської області.
З 1952 року — слухач Сталінської обласної сільськогосподарської школи. Здобув спеціальність молодшого агронома.
З 1954 року — голова правління колгоспу імені Леніна села Орлівки Авдіївського (тепер — Ясинуватського) району Сталінської області.
Потім — на пенсії.

## Нагороди
- орден Трудового Червоного Прапора (26.02.1958)
- орден Вітчизняної війни 2-го ст. (6.11.1985)
- медаль «За перемогу над Німеччиною у Великій Вітчизняній війні 1941—1945 років»
- медалі